# Jiří Pehe
Jiří Pehe (né le 26 août 1955) est un analyste politique et écrivain tchèque

## Biographie
Pehe est né à Rokycany (Ouest de la Bohême) en République tchèque. Il a étudié le droit et la philosophie à l'université Charles de Prague à Prague, où il a obtenu une maîtrise en 1978 et un doctorat en 1980. En septembre 1981, en raison des convictions anti-communistes, il a fui la Tchécoslovaquie, par la Yougoslavie, vers l'Italie.
Après un court séjour dans un camp de réfugiés près de Rome, il est arrivé avec sa femme à New York aux États-Unis. Jusqu'en 1983, il a travaillé comme réceptionniste de nuit à l'hôtel Algonquin à New York. Il a fréquenté l'école des affaires internationales à l'université Columbia à New York et est diplômé en 1985. De 1985 à 1988 il a travaillé pour Freedom House. Il a été correspondant du New York Times.
À partir d'août 1988, il a travaillé comme analyste tchécoslovaque pour Radio Free Europe à Munich. En novembre 1989, il est devenu le chef de européen de la recherche et de l'analyse centrale. À la suite du déménagement du siège de la Radio Free Europe de Munich à Prague en 1995, il est retourné en République tchèque. De 1995 à 1997, il a été directeur du département d'analyse et de recherche à l'Institut de recherche Open Media à Prague,.

## Activité politique
De 1997 à 1999, il a été le directeur de cabinet politique dans le bureau du président tchèque Václav Havel et a continué à servir en tant que conseiller politique extérieure de Havel jusqu'en 2003,.
Pehe a écrit de nombreux essais et articles qui ont paru dans les journaux internationaux ; il est aussi auteur des publications académiques et de plusieurs livres, dont trois romans,. Depuis 1999 Jiří Pehe a été le directeur de l'université de New York à Prague,,. Il est membre du Forum international pour le Conseil de recherches en études démocratique. 
Il commente fréquemment sur les développements politiques à la télévision, à la radio tchèque et à la médias internationaux,,. Il est le fondateur de la social-démocratique think tank "CESTA" (fr.: CHEMIN).

## Livres
- 1988 : The Prague Spring: a mixed legacy, Maison d'édition University Press of America,  (ISBN 978-09-3208-828-4) (en)[11]
- 2006 : Na okraji zmizelého, Maison d'édition Prostor,  (ISBN 978-80-7260-157-8) (cs)[12]
- 2009 : Tři tváře anděla, Maison d'édition Prostor,  (ISBN 978-80-7260-209-4) (cs)[13]
- 2010 : Demokracie bez demokratů - Úvahy o splečnosti a politice, Maison d'édition Prostor,  (ISBN 978-80-7260-234-6) (cs)[14]
- 2010 : Klaus - portrét politika ve dvaceti obrazech, Maison d'édition Prostor,  (ISBN 978-80-7260-240-7) (cs)[15],[16]
- 2012 : Krize, nebo konec kapitalismu?, Maison d'édition Prostor,  (ISBN 978-80-7260-267-4) (cs)[17]
- 2013 : Mimořádná událost, Maison d'édition Prostor,  (ISBN 978-80-7260-281-0) (cs)[18]